# Deinvillers
Deinvillers település Franciaországban, Vosges megyében. Lakosainak száma 55 fő (2022. január 1.). Deinvillers Saint-Maurice-sur-Mortagne, Xaffévillers, Magnières és Clézentaine községekkel határos.

## Népesség
A település népességének változása:
| Lakosok száma | 64   | 63   | 68   | 61   | 60   | 59   | 56   | 56   | 55   |
|               | 2013 | 2015 | 2016 | 2017 | 2018 | 2019 | 2020 | 2021 | 2022 |